# Drwęck

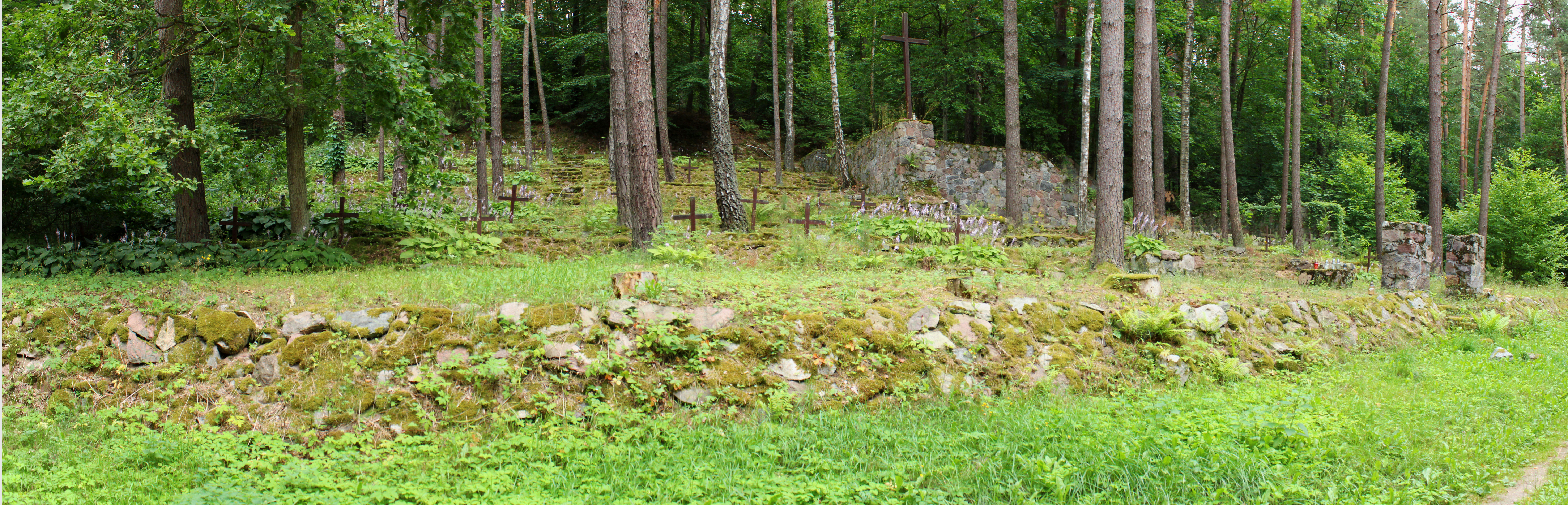
Soldatenfriedhof von 1914 in Drwęck

Drwęck (deutsch Dröbnitz) ist ein Dorf in der polnischen Woiwodschaft Ermland-Masuren. Es gehört zur Gmina Olsztynek (Stadt- und Landgemeinde Hohenstein i. Ostpr.) im Powiat Olsztyński (Kreis Allenstein).

## Geographische Lage
Drwęck liegt im südlichen Westen der Woiwodschaft Ermland-Masuren, 22 Kilometer südöstlich der früheren Kreisstadt Osterode in Ostpreußen (polnisch Ostróda) bzw. 31 Kilometer südwestlich der heutigen Kreismetropole und Woiwodschaftshauptstadt Olsztyn (deutsch Allenstein).
Im Großen Ohmen-See (polnisch Jezioro Wielkie Omińskie, auch Jezioro Wielki Omin) bei Drwęck entspringt die Drewenz (polnisch Drwęca, früher deutsch auch Drebnitz genannt). Sie fließt nordwestlich bis Ostróda, danach bis nach Toruń (Thorn), wo sie nach insgesamt 253 Kilometern in die Weichsel (polnisch Wisła) mündet.

## Geschichte

### Ortsgeschichte
Das kleine Dorf Drewancz – nach 1436 Trebantz, nach 1477 Drebnitz genannt – wurde 1374 erstmals urkundlich erwähnt. Damals schlossen Scode und Nadrow von Dröbnitz Frieden mit ihrem Nachbarn Kuneke von Pötzdorf (polnisch Pacółtowo). Im Jahre 1874 kam die Landgemeinde Dröbnitz zum Amtsbezirk Hohenstein i. Ostpr.-Land (polnisch Olsztynek) im Kreis Osterode in Ostpreußen.
Die Zahl der Einwohner Dröbnitz’ belief sich 1885 auf 311, 1910 auf 322, und 1933 auf 320 bzw. 1939 auf 1009, wobei dann aber 633 zum  Reichsarbeitsdienstlager gehörten. 1939 bestanden in Dröbnitz 66 Haushalte. 244 Einwohner arbeiteten in der Land- und Forstwirtschaft, 33 in Industrie und Handwerk sowie sechs in Handel und Verkehr.
Aufgrund der Bestimmungen des Versailler Vertrags stimmte die Bevölkerung in den Volksabstimmungen in Ost- und Westpreußen am 11. Juli 1920 über die weitere staatliche Zugehörigkeit zu Ostpreußen (und damit zu Deutschland) oder den Anschluss an Polen ab. In Dröbnitz stimmten 220 Einwohner für den Verbleib bei Ostpreußen, auf Polen entfielen keine Stimmen.
In Kriegsfolge kam 1945 das gesamte südliche Ostpreußen zu Polen. Dröbnitz erhielt die polnische Namensform „Drwęck“ und ist heute als Schulzenamt (polnisch Sołectwo), das auch für Czarci Jar zuständig ist, eine Ortschaft im Verbund der Stadt- und Landgemeinde Olsztynek (Hohenstein i. Ostpr.) im Powiat Olsztyński (Kreis Allenstein), bis 1998 der Woiwodschaft Olsztyn, seither der Woiwodschaft Ermland-Masuren mit Amtssitz in Olsztyn (Allenstein) zugehörig. Im Jahre 2011 zählte Drwęck 198 Einwohner.

### Das „Mädchen von Dröbnitz“
Im Dröbnitzer Moor wurde 1939 im Zusammenhang mit Arbeiten des Reichsarbeitsdienstes an den Panzergräben eine Moorleiche gefunden, in einen Umhang gehüllt und gut erhalten. Das „Mädchen von Dröbnitz“ stammte wohl aus der Zeit um 500 v. Chr.

## Kirche
Bis 1945 war Dröbnitz in die evangelische Pfarrkirche Hohenstein (Ostpreußen) in der Kirchenprovinz Ostpreußen der Kirche der Altpreußischen Union, außerdem in die römisch-katholische Stadtkirche in Hohenstein, Bistum Ermland, eingepfarrt.
Der kirchliche Bezug zu Olsztynek besteht auch für Drwęck: zur katholischen Herz-Jesu-Kirche, jetzt dem Dekanat Olsztynek im Erzbistum Ermland zugehörig, und zur evangelischen Kirchengemeinde, jetzt eine Filialgemeinde der Christus-Erlöser-Kirche Olsztyn in der Diözese Masuren der Evangelisch-Augsburgischen Kirche in Polen.

## Verkehr
Drwęck liegt an einer Nebenstraße, die von Olsztynek über Lichtajny (Köllmisch Lichteinen) in den Ort und dann als Landweg bis nach Pacółtowo (Groß Pötzdorf) führt. Eine Anbindung an den Bahnverkehr besteht nicht.